# Štruková vazba

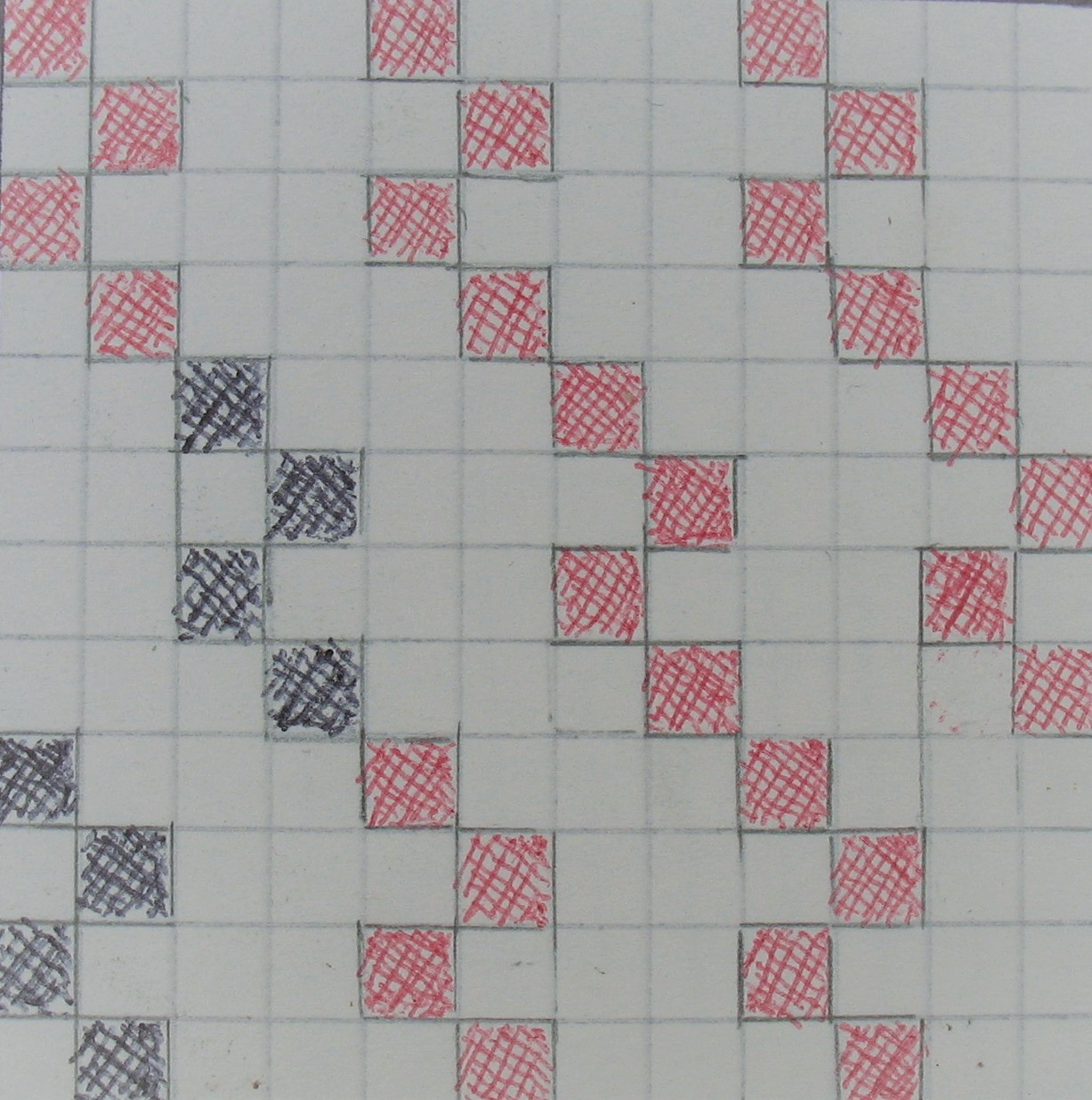
Vzornice osnovní vazby

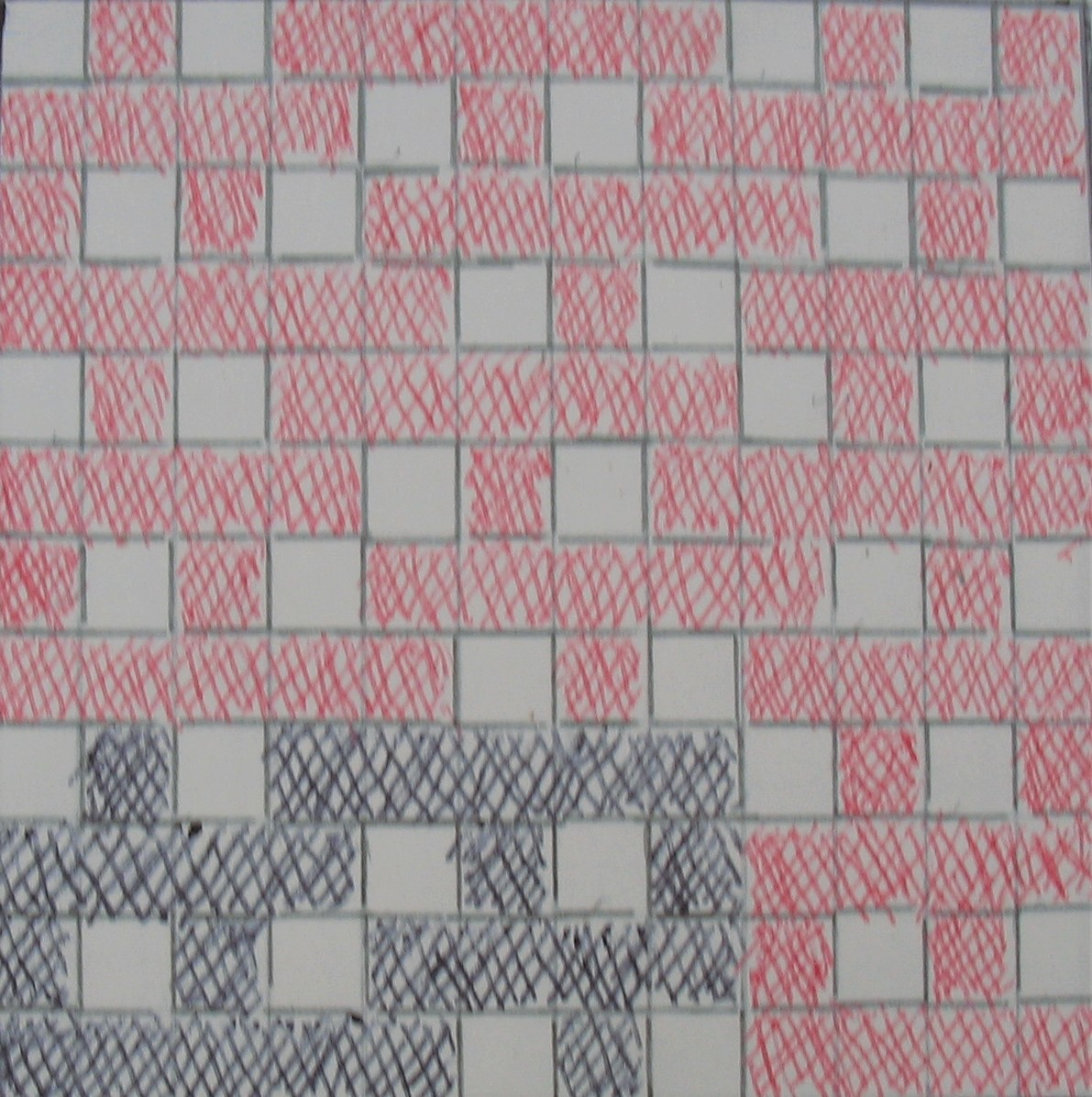
Vzornice útkové vazby

Štruková vazba tkanin (německy: Kordbindung) je útvar, ve kterém se střídá plátnová vazba s volně ležícími  osnovními nebo  útkovými nitěmi. Na místech s neprovázanými nitěmi vznikají výrazné plastické vroubky o šířce několika milimetrů v podélném, příčném nebo šikmém směru. Vroubky jsou viditelné jen na lícní straně, rub tkaniny je hladký s volně provázanými místy.
Štruková vazba se používá na  bavlnářské,  vlnařské i hedvábnické tkaniny.
Na nákresech vpravo jsou příklady vzornic jednoduchých štrukových vazeb (střída vazby je zakreslena černě). Z praxe je známá řada variant a odvozených vazeb, například: kombinace útkové a osnovní vazby, kombinace rypsové a plátnové vazby, vazba se zářezovými nebo výplňkovými nitěmi, lancování aj